# Persoonia brachystylis
Persoonia brachystylis (лат.) — кустарник, вид рода Персоония (Persoonia) семейства Протейные (Proteaceae), эндемик западного побережья Западной Австралии.

## Ботаническое описание
Persoonia brachystylis — кустарник высотой 1-1,5 м с пятнистой серой корой и густоопушёнными молодыми ветвями. Листья от узких лопаткообразных до линейных или копьевидных, 45-120 мм в длину и 2-10 мм в ширину. Цветки имеют цилиндрическую форму и расположены группами от 10 до 20. Цветок расположен на цветоножке длиной 7-15 мм. Листочки околоцветника ярко-жёлтые, 10-13 мм в длину и 1,5-2,5 мм в ширину, пыльники белые. Цветёт с ноября по декабрь или январь, плод представляет собой костянку овальной формы 10-12 мм в длину и 6-7 мм в ширину.

## Таксономия
Впервые вид был официально описан в 1868 году немецким естествоиспытателем и ботаником Фердинандом фон Мюллером в его книге Fragmenta Phytographiae Australiae на основе образцов, собранных Августом Фредериком Олдфилдом у реки Мерчисон.

## Распространение
Persoonia brachystylis — эндемик Западной Австралии. Ареал ограничен Национальным парком Калбарри, где кустарник растёт на низменной вересковой пустоши на песчаных равнинах, часто над латеритом.